# Симонова, Алевтина Александровна
Алевтина Александровна Симонова (род. 25 апреля 1951, Верхне-Тавдинский район, Свердловская область, РСФСР, СССР) — советский и российский учёный учёный и педагог. Профессор, доктор педагогических наук. Ректор Уральского государственного педагогического университета в 2014—2018 гг.

## Биография
Родилась 25 апреля 1951 года в Верхне-Тавдинском районе Свердловской области.
Окончила среднюю школу № 45 города Свердловска с серебряной медалью.
В 1972 году окончила Свердловский государственный педагогический институт по специальности «учитель физики средней школы», после чего вплоть до 1980 года работала в школе № 19 Каменска-Уральского. Затем устроилась Свердловский государственный педагогический институт ассистентом кафедры педагогики. В 1990 году защитила кандидатскую диссертацию на тему «Коллективная техническая деятельность как фактор формирования творческой индивидуальности подростков».
В 2012 году защитила докторскую диссертацию на тему «Инновационно ориентированная подготовка к педагогическому менеджменту в непрерывном профессиональном образовании».
В 2013 году была избрана ректором Уральского государственного педагогического университета, став первой женщиной на высшей руководящей должности данного учебного заведения.
Автор более 120 публикации, в том числе четырёх монографий.

### Признание
Заслуженный работник высшей школы Российской Федерации, Почётный работник науки и техники Российской Федерации, Почетный работник высшего профессионального образования Российской Федерации, член-корреспондент Международной академии наук педагогического образования, член Российской академии естествознания. Награждена почетной грамотой Министерства образования России, почетным знаком Главы Екатеринбурга «За вклад в развитие екатеринбургского образования», памятной медалью «285 лет со дня основания города Екатеринбурга».